# September 2021
Portal Geschichte | Portal Biografien | Aktuelle Ereignisse | Jahreskalender | Tagesartikel

◄ |
20. Jahrhundert |
21. Jahrhundert

◄ |
1990er |
2000er |
2010er |
2020er
| 2030er | 2040er

◄ |
2017 |
2018 |
2019 |
2020 |
2021
| 2022 | 2023 | 2024 | 2025 | ►

◄ |
Juni 2021 |
Juli 2021 |
August 2021 |
September 2021 |
Oktober 2021 |
November 2021 |
Dezember 2021 |
►
Dieser Artikel behandelt tagesbezogene Nachrichten und Ereignisse im September 2021.

## Tagesgeschehen

### Mittwoch, 1. September 2021
- Venedig/Italien: Beginn der Internationalen Filmfestspiele (bis 11. September)
- Wien/Österreich: Für alle Schüler ab der 9. Schulstufe, die nicht am Religionsunterricht teilnehmen, wird ein verpflichtender Ethikunterricht eingeführt.
- Wien/Österreich: Alfred Stern tritt die Nachfolge von Rainer Seele als Vorstandsvorsitzender der OMV an.

### Donnerstag, 2. September 2021
- Frankfurt am Main/Deutschland: Erster Spatenstich für die Jüdische Akademie (Bauherr: Zentralrat der Juden in Deutschland)

### Freitag, 3. September 2021
- Berlin/Deutschland: Verleihung des Deutschen Schauspielpreises
- Köln/Deutschland: Das neu errichtete Kölner Stadtarchiv wird eingeweiht.
- Marseille/Frankreich: Beginn des Weltnaturschutzkongresses (bis 11. September)

### Samstag, 4. September 2021
- Belgrad/Serbien: Finale der Volleyball-EM der Frauen.
- Manila/Philippinen: Philippine Airlines, die nationale Fluggesellschaft der Philippinen, beantragt in den USA ein Reorganisations-Konkursverfahren nach Chapter 11.
- Wien/Österreich: Das Film-Festival auf dem Rathausplatz geht zu Ende.

### Sonntag, 5. September 2021

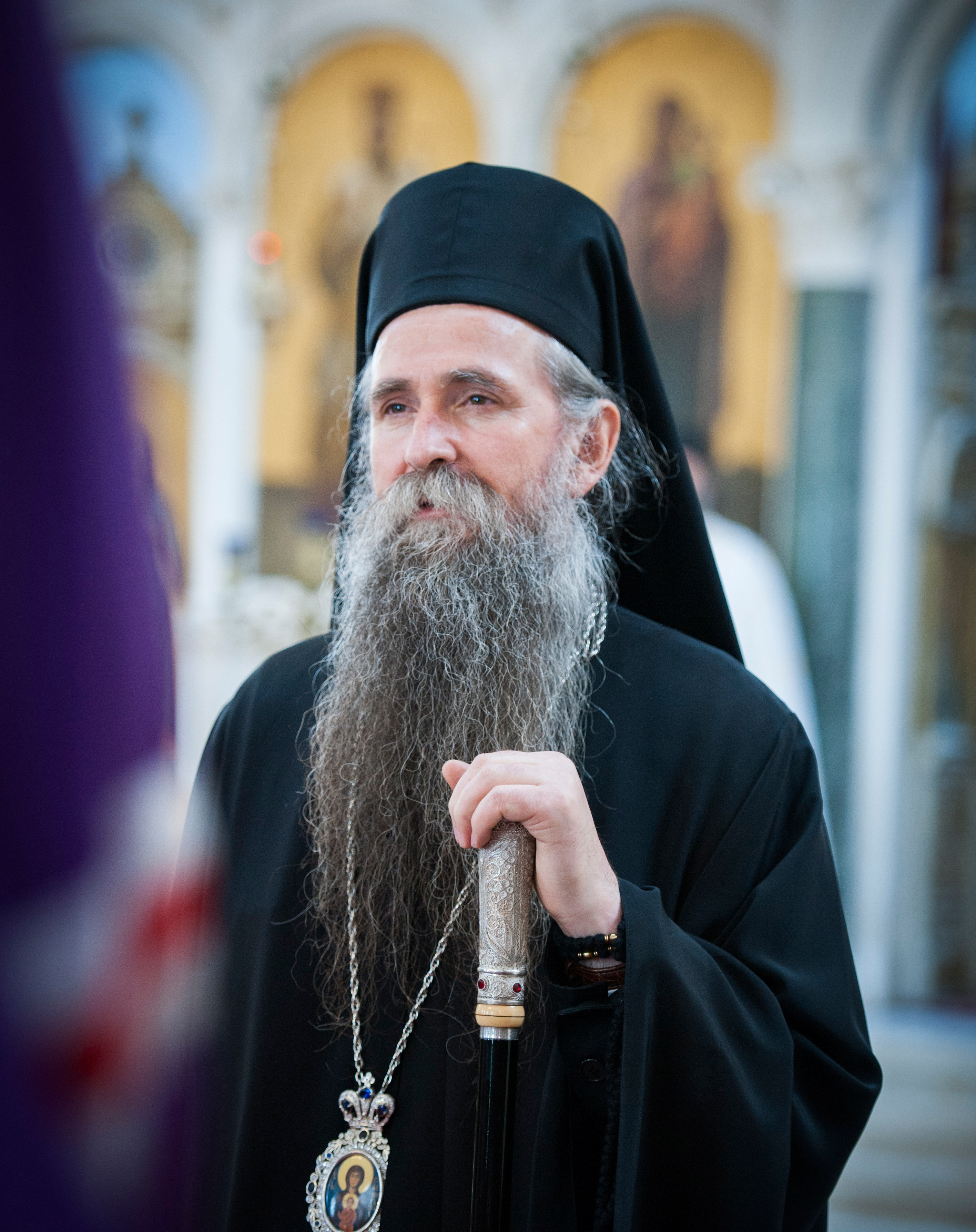
Bischof Joanikije (2014)

- Budapest/Ungarn: In Budapest findet der 52. Internationale Eucharistische Weltkongress (IEK) statt, zu dessen Abschluss Papst Franziskus persönlich anreiste.
- Cetinje/Montenegro: Joanikije II. Mićović wird im Kloster Cetinje zum neuen Metropoliten von Montenegro und dem Küstenland geweiht.
- Conakry/Guinea: Mitglieder einer Spezialeinheit der Armee unter der Führung des Colonels Mamady Doumbouya versuchen einen Staatsstreich. Sie setzen Präsident Alpha Condé fest und verkünden, die Regierung sei aufgelöst, die Verfassung außer Kraft gesetzt und die Grenzen geschlossen worden. Das Verteidigungsministerium verlautbart dagegen, loyale Truppen hätten einen Angriff auf den Präsidentenpalast abgewehrt.[1][2]
- Duisburg-Hochheide/Deutschland: Ein weiteres der Hochhäuser im Wohnpark Hochheide wird gesprengt.
- Kirkuk/Irak: Bei einem durch den IS verübten Terroranschlag in Kirkuk sterben 12 Polizisten.
- Santiago de Compostela/Spanien: Primož Roglič gewinnt zum dritten Mal in Serie die Radrundfahrt Vuelta a España.

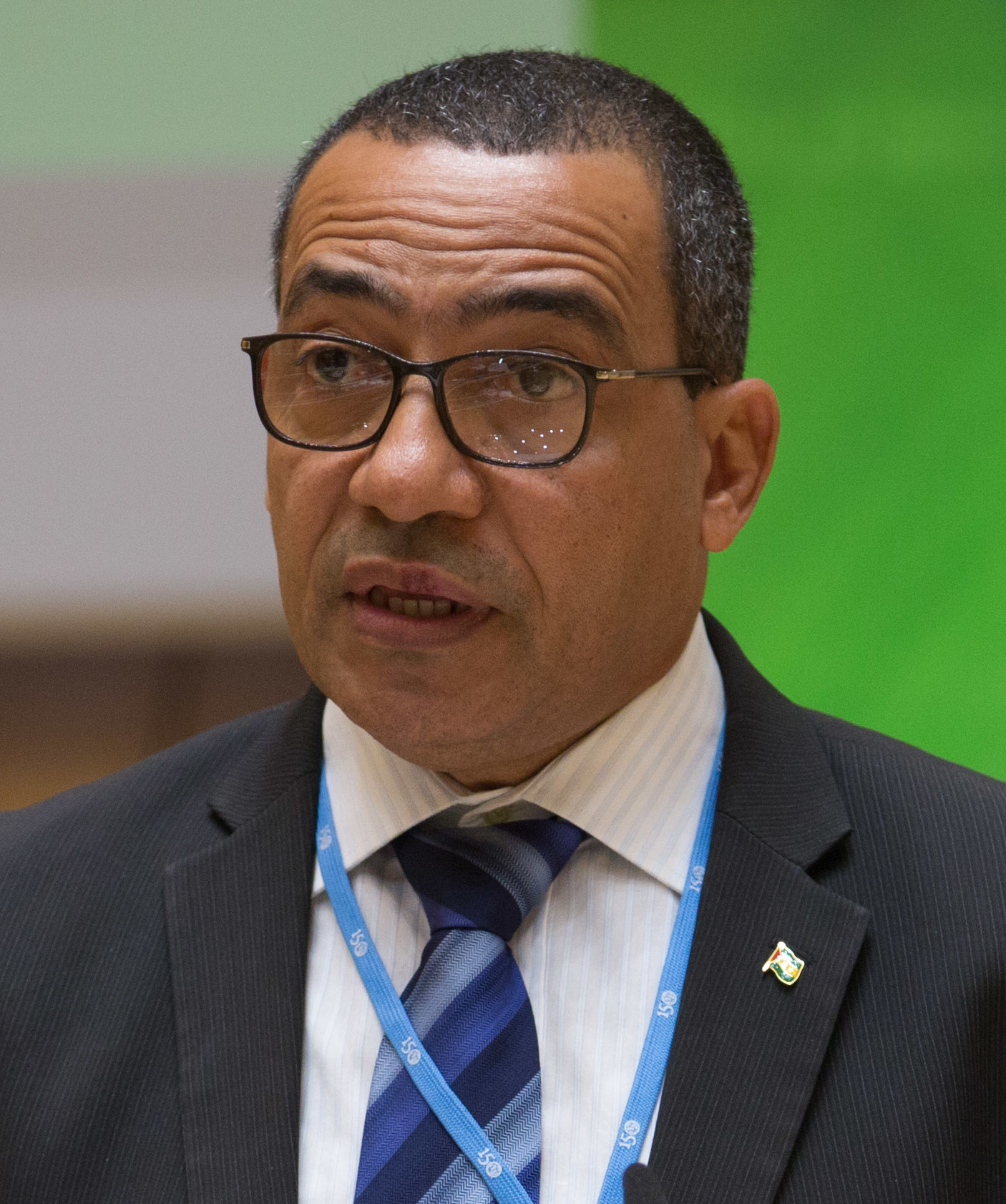
Carlos Vila Nova (2015)

- São Tomé/São Tomé und Príncipe: Carlos Vila Nova setzt sich in der Stichwahl um das Amt des Präsidenten durch.
- Tokio/Japan: Letzter Tag der Sommer-Paralympics
- Zandvoort/Niederlande: Nach 36 Jahren Unterbruch wird der Große Preis der Niederlande erstmals wieder ausgetragen.

### Montag, 6. September 2021
- Minsk/Belarus: Das Gericht des Minsker Bezirks verkündet sein Urteil im Strafprozess gegen die Oppositionellen Maryja Kalesnikawa und Maksim Snak.

### Dienstag, 7. September 2021
- München/Deutschland: Beginn der IAA Mobility (bis 12. September)
- San Salvador/El Salvador: Die Digitalwährung Bitcoin wird ein gesetzliches Zahlungsmittel.

### Mittwoch, 8. September 2021
- Kiel/Deutschland: Die Handball-Bundesliga startet in ihre 56. Saison.
- Lido di Venezia/Italien: Im Rahmen der Internationalen Filmfestspiele von Venedig werden im Sala Grande des Palazzo del Cinema die Goldenen Löwen verliehen.
- Paris/Frankreich: Der Strafprozess gegen 20 an den Terroranschlägen vom 13. November 2015 mutmaßlich Beteiligte beginnt.
- Rabat/Marokko: Parlamentswahl
- Tetovo/Nordmazedonien: Beim Brand eines Feldlazaretts für Covid-Patienten kommen 14 Personen ums Leben.

### Donnerstag, 9. September 2021
- Berlin/Deutschland: Die Deutsche Eishockey Liga startet in ihre 28. Spielzeit
- Cambridge/Vereinigte Staaten: In einer Online-Zeremonie verleiht die Zeitschrift Annals of Improbable Research die diesjährigen Ig-Nobelpreise.
- Jena/Deutschland: Beginn des World Cup of Darts (bis 12. September)
- Tampa Bay/Vereinigte Staaten: Beginn der 102. NFL-Saison
- Toronto/Kanada: Beginn des Internationalen Filmfestivals (bis 18. September)
- Wien/Österreich: Verleihung des Amadeus Austrian Music Awards

### Freitag, 10. September 2021
- Welttag der Suizidprävention

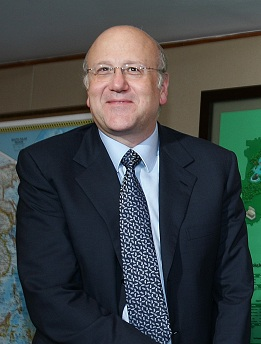
Nadschib Miqati

- Addis Abeba/Äthiopien: Die Afrikanische Union suspendiert Guinea wegen des Militärputsches.
- Beirut/Libanon: Die neue Regierung mit Premierminister Nadschib Miqati tritt das Amt an.
- Greifswald/Deutschland: Die umstrittene Ostseepipeline Nord Stream 2 zwischen Deutschland und Russland wird fertiggestellt.
- Kopenhagen/Dänemark: Dänemark hebt Corona-Maßnahmen auf.
- München/Deutschland:  10. und 11. September – Proteste  gegen Internationale Automobil-Ausstellung 2021.
- Pantelleria/Italien: Ein Tornado verwüstet die italienische Insel Pantelleria.
- Prag/Tschechien: Tschechien setzt Österreich und Kroatien auf der Corona-Einreiseampel auf Rot.
- Skopje/Nordmazedonien:Der Gesundheitsminister Venko Filipče tritt wegen des Brandes im Feldlazarett in Tetovo zurück.

### Samstag, 11. September 2021
- New York City/Vereinigte Staaten: 20. Jahrestag der Anschläge, unter anderem auf das World Trade Center

### Sonntag, 12. September 2021
- Hagen am Teutoburger Wald/Deutschland: Die Europameisterschaften im Dressurreiten gehen zu Ende.
- Hannover/Deutschland: Kommunalwahlen in Niedersachsen
- Kabul/Afghanistan: Der Bildungsminister der Taliban verkündet Verschärfungen im Bildungsbereich für Mädchen, darunter geschlechtergetrennte Klassenräume und das Tragen des Hidschabs.
- Kabul/Afghanistan: Mohammed bin Abdulrahman Al Thani, katarischer Außenminister, ist der erste hochrangige Minister, der zu Gesprächen mit den Taliban nach Kabul kommt.
- New York City/Vereinigte Staaten: Letzter Tag der US Open
- Paris/Frankreich: In Paris beginnt die Verhüllung des Arc de Triomphe.

### Montag, 13. September 2021
- Oslo/Norwegen: Parlamentswahl

### Dienstag, 14. September 2021
- Frankfurt am Main/Deutschland: Das Deutsche Romantik-Museum wird eröffnet.
- Sacramento/Vereinigte Staaten: Der Gouverneur von Kalifornien, Gavin Newsom, übersteht ein Abwahlverfahren.
- weltweit: Tag der Tropenwälder anlässlich des Geburtstages Alexander von Humboldts.[3]

### Mittwoch, 15. September 2021
- Vatikanstadt: Papst Franziskus lehnt das Rücktrittsangebot des Hamburger Erzbischofs Stefan Heße in Zusammenhang mit Missbrauchsfällen im Erzbistum Köln ab.

### Donnerstag, 16. September 2021
- Köln/Deutschland: Verleihung des Deutschen Fernsehpreises
- Magdeburg/Deutschland: Wiederwahl von Reiner Haseloff als Ministerpräsident von Sachsen-Anhalt und Übernahme der Amtsgeschäfte durch die neue Regierung.

### Freitag, 17. September 2021
- Den Haag/Niederlande: Nach der chaotisch verlaufenen Evakuierungsmission in Afghanistan erklären die Ministerinnen Sigrid Kaag und Ank Bijleveld-Schouten ihren Rücktritt.
- Hagen/Deutschland: Ein 16-jähriger Tatverdächtiger im Fall des vereitelten Sprengstoffanschlags auf die Synagoge wird in Untersuchungshaft genommen.
- Kabul/Afghanistan: Die Taliban ersetzen das Frauenministerium durch ein Tugendministerium, welches in der Zeit der ersten Taliban-Herrschaft für die Auspeitschung von Frauen zuständig war.
- Nürnberg/Deutschland: Auf dem Augustinerhof-Gelände wird das Deutsche Museum Nürnberg eröffnet.
- Tirana/Albanien: Das Parlament wählt den Vorsitzenden der Sozialistischen Partei, Edi Rama, zum dritten Mal in Folge zum Ministerpräsidenten.

### Samstag, 18. September 2021
- Idar-Oberstein/Deutschland: Ein 20-jähriger Tankwart wird von einem Mann erschossen, nachdem er diesen aufforderte eine Maske zu tragen.
- Paris/Frankreich: Bis zum 3. Oktober ist der Arc de Triomphe de l’Étoile im Rahmen der Kunstaktion L’Arc de Triomphe, Wrapped nach einem Konzept des verstorbenen Künstlerehepaars Christo und Jeanne-Claude verhüllt.

### Sonntag, 19. September 2021
- Amsterdam/Niederlande: In der Wesperstraat im ehemaligen Judenviertel wird das von Architekt Daniel Libeskind entworfene Holocaust Namenmonument, das Nationale Holocaust-Mahnmal, eröffnet.
- Los Angeles/Vereinigte Staaten: Primetime-Emmy-Verleihung 2021
- Moskau/Russland: letzter Tag der dreitägigen Parlamentswahl[4]
- Santa Cruz de La Palma/Spanien: Der Vulkan Cumbre Vieja auf La Palma bricht aus. Flüssige Lava, Asche und Rauch werden bis zu 4200 Meter hoch geschleudert; über 300 Häuser werden zerstört.[5]

### Montag, 20. September 2021
- Basel/Schweiz: Beginn der Art Basel (bis 26. September)[6]
- Berlin/Deutschland: Vier weitere Menschen treten in den Hungerstreik der letzten Generation mit ein, ein Teil der Aktivisten kündigt an, in einen trockenen Hungerstreik zu gehen, falls am 23. September nicht alle drei Kanzlerkandidaten zu dem geforderten Gespräch erscheinen.[7][8][9]
- Frankfurt am Main/Deutschland: Der Deutsche Aktienindex wird von 30 auf 40 Werte aufgestockt.
- Kigali/Ruanda: Der ehemalige Hotelmanager Paul Rusesabagina wird wegen Terrorismusunterstützung zu 25 Jahren Haft verurteilt.
- Ottawa/Kanada: Unterhauswahl

### Dienstag, 21. September 2021
- Kabul/Afghanistan: In einem an den Generalsekretär der Vereinten Nationen adressierten Schreiben ersuchen die Taliban um diplomatische Anerkennung zur 76. UN-Vollversammlung.

### Mittwoch, 22. September 2021
- Berlin/Deutschland: Festakt zur Wiedereröffnung der ersten Bereiche des Ethnologischen Museums und des Museums für Asiatische Kunst im Westflügel des Humboldt Forums im Berliner Schloss.[10]

### Donnerstag, 23. September 2021
- New York City/Vereinigte Staaten: Auf der 76. UN-Vollversammlung treffen sich der philippinische Außenminister Teodoro Locsin junior und der palauische Präsident Surangel Whipps Jr., um einen Disput über maritime Wirtschaftszonen beider Staaten beizulegen.
- Zürich/Schweiz: Beginn des Zurich Film Festival (bis 3. Oktober)

### Freitag, 24. September 2021
- N’Djamena/Tschad: Interimspräsident Mahamat Idriss Déby Itno ernennt 93 Mitglieder, die neben Vertretern des Militärs das neue Parlament darstellen.
- Weltweit: Klimastreik

### Samstag, 25. September 2021
- Bamako/Mali: Die malische Regierung heuert Kämpfer der russischen Gruppe Wagner an, um islamistische Terroristen zu bekämpfen.
- London/Vereinigtes Königreich: Der Mangel an Treibstoff an britischen Tankstellen, der durch unzureichenden Transport bedingt ist,  führt zu Panikkäufen von Benzin und Diesel.
- Reykjavík/Island: Bei den Parlamentswahlen in Island verteidigt die amtierende Regierung aus Unabhängigkeitspartei, Fortschrittspartei und Links-Grüner Bewegung ihre Mehrheit.

### Sonntag, 26. September 2021

#### Wahlen
- Berlin/Deutschland: Bundestagswahl
- Berlin/Deutschland: Wahl zum Abgeordnetenhaus
- Hannover/Deutschland: Stichwahlen zu den Kommunalwahlen in Niedersachsen
- Graz/Österreich: Gemeinderatswahl in Graz[11]
- Graz/Österreich: Bezirksratswahlen in Graz
- Linz/Österreich: Landtagswahl in Oberösterreich
- Linz/Österreich: Gemeinderats- und Bürgermeisterwahlen in Oberösterreich
- Schwerin/Deutschland: Landtagswahl in Mecklenburg-Vorpommern

#### Volksabstimmungen und Bürgerentscheide
- Bern/Schweiz: Volksabstimmungen
- Berlin/Deutschland: Volksentscheid Deutsche Wohnen & Co. enteignen
- Tübingen/Deutschland: Bürgerentscheid zum Bau einer Stadtbahnstrecke durch die Innenstadt
- San Marino: Referendum zur Legalisierung des Schwangerschaftsabbruchs

#### Weitere Ereignisse
- Avenches/Schweiz: Die Europameisterschaften im Vielseitigkeitsreiten gehen zu Ende.
- Berlin/Deutschland: Berlin-Marathon
- Haven/Vereinigte Staaten: Letzter Tag des Ryder Cups.
- Löwen/Belgien: Die UCI-Straßen-WM in Flandern geht zu Ende.
- Weltweit: Internationaler Tag der Flüsse[12]

### Montag, 27. September 2021
- Schwerin/Deutschland: Infolge des schlechten Wahlergebnisse bei der Landtagswahl tritt Michael Sack als Vorsitzender der CDU in Mecklenburg-Vorpommern zurück.
- Straßburg/Frankreich: Die inhaftierte belarussische Oppositionelle Maryja Kalesnikawa wird mit dem Václav-Havel-Menschenrechtspreis des Europarates ausgezeichnet.

### Dienstag, 28. September 2021

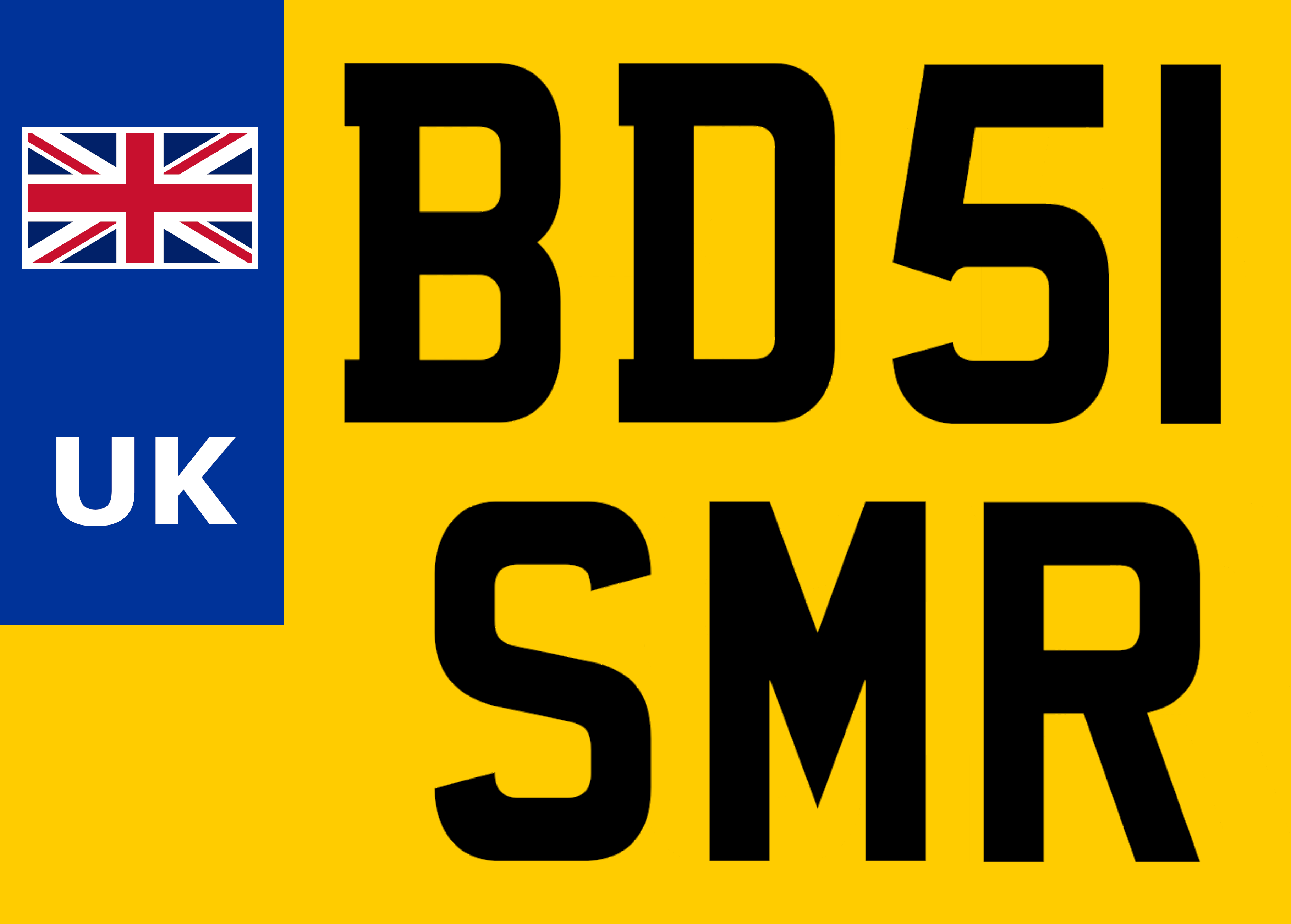
UK-Kennung an dem Kennzeichen eines Motorrads

- Cluj-Napoca/Rumänien: Beginn der Tischtennis-Europameisterschaft (bis 3. Oktober)
- Guayaquil/Ecuador: Bei gewalttätigen Auseinandersetzungen zwischen kriminellen Banden in der Haftanstalt Guayas N1 kommen mindestens 116 Insassen ums Leben.[13]
- London/Vereinigtes Königreich: UK ersetzt das bisherige GB als Nationalitätszeichen im Straßenverkehr.[14]
- London/Vereinigtes Königreich: In der Royal Albert Hall feiert mit Keine Zeit zu sterben der fünfte und letzte James-Bond-Film mit Daniel Craig in der Titelrolle seine Weltpremiere.

### Mittwoch, 29. September 2021
- Bern/Schweiz: Die Vereinigte Bundesversammlung wählt den langjährigen Kommandanten der Kantonspolizei Bern, Stefan Blättler, als Nachfolger des zurückgetretenen Michael Lauber zum neuen Bundesanwalt.
- Brisbane/Australien: Die Regierung von Queensland überträgt Landrechte in einem Teil der UNESCO-Welterberegion Feuchttropen von Queensland, darunter der Daintree-Nationalpark, den indigenen Guugu Kalanji. Diese planen eine gemeinsame Verwaltung der Region zusammen mit der Regierung von Queensland.
- Haltern am See/Deutschland: Eine der beiden Anlagen des im März 2021 in Betrieb gegangenen Windparks Haltern AV 9, die zu den höchsten Onshore-Windrädern in Deutschland zählte,[15] stürzt am Tag vor der geplanten Einweihung ein.[16]
- Luxemburg/Luxemburg: Einem erstinstanzlichen Urteil des Europäischen Gerichtshofes zufolge darf die Europäische Union mit Marokko nicht über Fischereirechte in dem Gebiet Westsahara verhandeln, da Westsahara kein Teil Marokkos sei. Ein bisher ausgehandelter Fischereivertrag vor der saharauischen Küste sei daher nichtig.[17]
- Paris/Frankreich: Wegen Betruges aufgrund illegaler Wahlkampffinanzierung wird der frühere französische Staatspräsident Nicolas Sarkozy zu Hausarrest über die Dauer von einem Jahr ohne Bewährung verurteilt.[18]
- Stockholm/Deutschland: Die Träger des sogenannten Alternativen Nobelpreises werden bekanntgegeben.
- Tunis/Tunesien: Präsident Kais Saied beauftragt Najla Bouden Romdhan mit der Bildung einer Regierung. Bouden Romdhan ist damit die erste Premierministerin in der arabischen Welt.

### Donnerstag, 30. September 2021
- Grevenbroich/Deutschland: Das Kraftwerk Frimmersdorf wird nach vierjähriger Sicherheitsbereitschaft endgültig stillgelegt.
- Los Angeles/Vereinigte Staaten: Das Academy Museum of Motion Pictures wird eröffnet.
- Pristina/Kosovo: Serbien und Kosovo legen einen Grenzstreit um die gegenseitige Anerkennung von Nummernschildern im Straßenverkehr vorläufig bei. Kosovo zieht Sondereinheiten der Polizei von der Grenze ab und hebt Straßensperren auf. Hintergrund ist eine kosovarische Verordnung, die das Anbringen provisorischer kosovarischer Kennzeichen bei serbischen Fahrzeugen bei der Einreise vorsieht.[19]